# Regroupement au service de la république
Le regroupement au service de la République (en espagnol : Agrupación al Servicio de la República) est un parti politique espagnol créé en 1931 par José Ortega y Gasset, Gregorio Marañón et Ramón Pérez de Ayala. Son Manifeste fondateur a été publié par El Sol le 10 février 1931. Le 14 février, son premier acte public eut lieu au théâtre Juan Bravo de Ségovie, sous la présidence du poète Antonio Machado, ce qui provoque le lendemain la démission du président du conseil, le général Berenguer.